# Sottomarina
Sottomarina – wyspa Laguny Weneckiej na północy Morza Adriatyckiego, u wybrzeży Wenecji Euganejskiej.
Powierzchnia wyspy to 1000 ha. Znajduje się na południe od historycznego centrum Wenecji, na terenie gminy Chioggia. Jest najdalej na południe wysuniętą częścią laguny. Jej południową granicę wyznacza rzeka Brenta. W VII w. była znana jako Clodia minor, w odróżnieniu od Clodia Major, na której zlokalizowane jest dzisiaj miasto Chioggia. Od czasu wojny o Chioggię w 1379 wyspa pozostawała niezamieszkana. Nowi osadnicy pojawili się w 2. poł. XVII wieku. By chronić wyspę przed zalewaniem przez morze, wzniesiono mury ochronne, tzw. Murazzi. Wyspa stanowi duży ośrodek turystyczny z długą plażą od strony Adriatyku. Życie ośrodka skupia się wokół trzech placów: Piazza Europa, Piazza Italia i Piazza Todaro. Na wyspie znajduje się też szpital.